# Призрак (бригада)
14-й батальон территориальной обороны ЛНР (ранее носил названия Бригада «При́зрак», Батальон «При́зрак», Народное ополчение Луганщины) — военизированное подразделение самопровозглашённой Луганской Народной Республики. Принимал активное участие в вооружённом конфликте на востоке Украины, в частности, в боях в районе Дебальцева. Лидером отряда бессменно был Алексей Мозговой, хотя командиром до июля был Александр Костин.
К середине лета 2014 года численность батальона оценивалась в 600 бойцов, к концу августа выросла до 1815 человек личного состава. Штаб-квартира располагалась на территории лисичанского стеклозавода, позднее - в здании СБУ г. Алчевска. На вооружении состояли ПТРК, ПЗРК и стрелковое оружие.
Несмотря на то, что подразделение действовало на территории Луганской области, отряд Мозгового имел тесные связи с бывшим министром обороны Донецкой Народной Республики Игорем Стрелковым. В частности, отступление из Лисичанска декларировалось как исполнение приказа Стрелкова.
Как «вооруженная сепаратистская группа» подразделение находится под международными санкциями Евросоюза, Канады, Великобритании и ряда других стран

## История
Группа Мозгового сформировалась в Луганске во время протестов в апреле 2014 года как отряд самообороны и первоначально называлась «Народным ополчением Луганщины». В то время она была лишь взводом. После конфликта с руководством Армии Юго-Востока НОЛ ушла из Луганска и базировалась первоначально в летних лагерях возле Ольховки, затем возле Антрацита и Свердловска (турбаза «Ясени», разбомбленная 27 мая).
20 мая 2014 года отряд появился в Лисичанске. Группа держала оборону в районе города Рубежное в июне-июле 2014 года. Тогда командиром батальона являлся Александр Костин.
Ввиду конфликта с руководством ЛНР в июне 2014 года Мозговой перешёл в подчинение к Игорю Стрелкову, а после ухода Стрелкова — выступил с критикой Минского соглашения и назвал правительства ДНР и ЛНР предателями.
22 июля батальон отступил из Лисичанска на юг в Алчевск и участвовал в боях в районе населённых пунктов Ломоватка и Первомайск.
В результате пополнений к концу лета батальон достиг масштабов бригады и стал называться бригадой «Призрак»; на начало сентября его численность составила 1000 человек. Помимо жителей Украины и Луганской области, в бригаде воюют добровольцы из России, Болгарии, Словакии и других стран Европы и даже США. Среди них как профессиональные военные, сотрудники спецслужб, казаки, так и когда-то обыкновенные мирные граждане.
С конца января 2015 года бригада «Призрак» активно участвовала в боевых действиях в районе Дебальцева. 16 февраля 2015 года была включена в санкционный список Европейского союза как «вооруженная сепаратистская группа».

### 14-й батальон территориальной обороны ЛНР
Согласно Положению «О территориальной обороне ЛНР», бригада вошла в состав Народной милиции ЛНР. 31 марта 2015 года переформирована в 4 (с мая 14) «батальон территориальной обороны ЛНР» в составе Народной милиции. Основная задача — усиление комендатуры и охраны общественного порядка.
23 мая 2015 года в 17:30—17:45 возле посёлка Михайловка на командира бригады «Призрак» было совершено покушение. Автомобиль Мозгового двигался из Алчевска в Луганск по дороге М-04; около старого блок-поста при въезде в посёлок (рядом с местом предыдущего покушения) рядом с автомобилем было взорвано отвлекающее взрывное устройство («хлопушка»), затем машина была обстреляна из пулемётов и другого автоматического оружия. В результате покушения Мозговой был убит, вместе с ним погибли его пресс-секретарь, двое охранников и водитель. Ответственность за убийство Мозгового первым взял на себя украинский партизанский отряд «Тени».
В январе 2016-го батальон вошёл в состав 4-й отдельной мотострелковой бригады НМ ЛНР. В течение 2017-го и 2018-го личный состав батальона участвовал в ожесточённых боях в районе трассы «бахмутка» и населённого пункта Желобок.
24 октября 2020 года в Луганске в результате ДТП погиб командир батальона — Алексей Марков (позывной «Добрый»).
В 2022 году бригада участвовала в боях за Авдеевку во время полномасштабного российского вторжения в Украину. В открытых источниках известно о гибели бойцов-иностранцев, в том числе сербов и итальянцев. В конце июля 2023 года в боях под Клещеевкой погиб командир батальона — майор Артур Богаченко.

## Символика
В качестве символов батальон использует российский триколор и надпись кириллицей «батальон ПРИЗРАК». Также подразделение использует «имперский флаг» (черно-желто-белый), флаг СССР, красное знамя (без гербов и надписей), «Баклановский флаг» (флаг 17-го донского казачьего полка) и флаг Всевеликого войска Донского (сине-жёлто-красный триколор).